# 6 de junio
El 6 de junio es el 157.º (centésimo quincuagésimo séptimo) día del año en el calendario gregoriano y el 158.º en los años bisiestos. Quedan 208 días para finalizar el año

## Acontecimientos
- 1391: en Écija (Sevilla) un numeroso grupo de pobladores liderados por el obispo— entran en el barrio de la Judería y asesinan a 4000 judíos.
- 1508: en Italia, Maximiliano I, emperador del Sacro Imperio Romano Germánico, es derrotado por tropas venecianas.
- 1513: en Italia, se produce la batalla de Novara.
- 1523: en Suecia, Gustavo Vasa es elegido rey de Suecia.
- 1528: en España, Carlos I concede a Hernán Cortés diversos títulos y honores.
- 1554: en España, Carlos I reconoce como hijo suyo a Juan de Austria.
- 1555: en Zacatecas (México) se funda la aldea de Sombrerete.
- 1586: en Florida, se produce la redada de San Agustín.
- 1644: en China, las fuerzas manchúes de la dinastía Qing capturan Pekín.
- 1654: en Suecia, la reina Cristina abdica el trono y es sucedida por su primo Carlos X Gustavo.
- 1674: en La India, es coronado Shivaji Bhonsle, fundador del imperio maratha.
- 1683: en Inglaterra, se inaugura el museo Ashmolean de Oxford, siendo el primer museo universitario del mundo.
- 1719: Llega a Luisiana, el barco negrero Aurore con los primeros 200 esclavos de la zona.
- 1752: en Rusia, incendio destruye una tercera parte de Moscú, incluyendo 18.000 hogares.
- 1762: en Cuba, una flota británica con más de 50 navíos y 14000 hombres aparece frente a La Habana, que tras dos meses de sitio rendirá la defensa del Castillo del Morro, defendido por Luis Vicente de Velasco e Isla.
- 1797: en Génova (Italia), se establece la República Ligur tras la conquista francesa.
- 1801: en Badajoz (España), el Tratado de Badajoz pone fin a la Guerra de las Naranjas.
- 1808: en Bayona, José Bonaparte —hermano de Napoleón— es proclamado Rey de España.
- 1808: en El Bruc (Cataluña) —en el marco de la Guerra de la Independencia Española— empieza la Batalla del Bruc.
- 1808: en Valdepeñas (España), el pueblo se levanta contra los refuerzos franceses para Andalucía, preámbulo de la batalla de Bailén.
- 1809: en Suecia, se promulga una nueva constitución que restaura el poder de los Riksdag de los estados.
- 1813: en Canadá, se produce la batalla de Stoney Creek entre británicos y estadounidenses.
- 1821: en la parte norte del Perú se inicia la independencia contra España.
- 1832: en Francia, termina la Insurrección de junio de 1832 en París.
- 1844: en Londres, se funda la Asociación Cristiana de Jóvenes (YMCA).
- 1857: Sofía de Nassau contrae matrimonio con el futuro rey Oscar II de Suecia y Noruega.
- 1859: en Australia, Queensland es establecida como una colonia separada de Nueva Gales del Sur.
- 1862: en Tennessee, se produce la Primera Batalla de Memphis.
- 1869: en España se promulga la Constitución de 1869.
- 1882: en La India, un ciclón le quita la vida a más de 100.000 habitantes de Bombay.
- 1882: en Etiopía, se produce la batalla de Embabo.
- 1892: en Illinois, comienza a operar el Metro de Chicago.
- 1905: en dos días, el río Paraná inunda y destruye la ciudad de Santa Fe (Argentina).
- 1909: en Chad, tropas francesas capturan Abeché.
- 1912: en Alaska, se produce la erupción volcánica de Novarupta.
- 1918: en Sevilla (España) se inaugura la Plaza de toros monumental.
- 1919: termina la República de Prekmurje.
- 1924: en la iglesia de Santa María de Kaffa (Panagia Kaphatiani) del barrio estambulí de Gálata (Turquía), se celebra el segundo concilio de la Iglesia Ortodoxa Turca y se decide establecer en ella la sede del Patriarcado Ortodoxo Turco.
- 1929: en los Estados Unidos, se ponen a la venta los primeros alimentos congelados.
- 1944: en el marco de la Segunda Guerra Mundial se produce el Desembarco de Normandía, conocido popularmente como Día D.
- 1946: en los Estados Unidos se funda la Basketball Association of America, actualmente conocida como NBA.

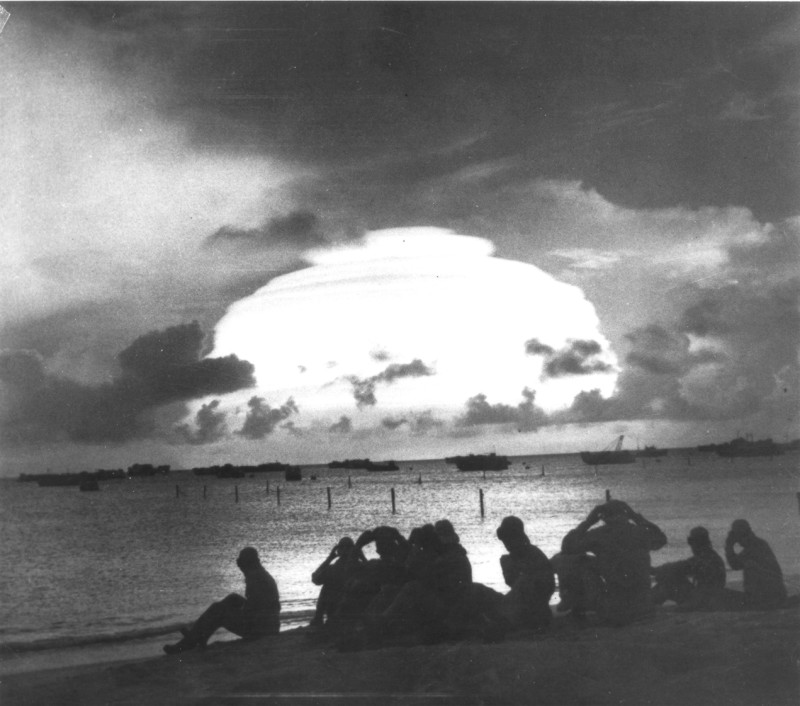
Explosión de la bomba de hidrógeno Seminole, en 1956. Fue la bomba n.º 76 de las 1127 que Estados Unidos detonó entre 1945 y 1992.

- 1956: en el atolón Enewetak, Estados Unidos detona la bomba atómica Semínole (nombre de una etnia de nativos americanos), de 13,7 kt, la 6.ª de las 17 de la operación Redwing.
- 1962: 
  - en Londres, la banda británica The Beatles audiciona ante el productor y músico George Martin.
  - Protesta de las Calderas en Cuba.
- 1969: el cantautor británico Elton John, publica su primer álbum de estudio, Empty Sky.
- 1971: Programa Soyuz: lanzamiento de Soyuz 11.
- 1982: Israel invade Líbano.
- 1984: en la ciudad sagrada de Amritsar (India), el ejército ataca a sijs atrincherados en el Templo Dorado y mata a 700.
- 1984: en Rusia, Alekséi Pázhitnov inventa uno de los videojuegos más famosos: el Tetris.
- 1985: en Embu (Brasil) la policía exhuma los restos de Wolfgang Gerhard para probar que se trataba del médico genocida nazi Josef Mengele.
- 1992: la iglesia de Fantof en Noruega fue incendiada intencionalmente por estar construida sobre monumentos paganos y fue destruida casi por completo, conservándose sólo algunas partes de su armazón de postes y vigas. El sospechoso fue un hombre llamado Varg Vikernes, joven músico de Black Metal, integrante de la banda Burzum.
- 1992: En Panamá, el Vuelo 201 de Copa Airlines Se estrella en el Tapón del Darién, Panamá, todos a bordo fallecen.
- 1993: en España se realizan elecciones generales. Felipe González reelegido presidente por cuarta vez consecutiva.
- 1993: Gonzalo Sánchez de Lozada es elegido como nuevo presidente de Bolivia por primera vez.
- 1993: Ramiro de León Carpio jura como nuevo presidente de Guatemala, tras el autogolpe llamado "Serranazo" del expresidente Jorge Serrano Elías.
- 1993: en Italia se realiza la primera ronda de los comicios regionales, provinciales y municipales.
- 2001: un jurado de Los Ángeles (Estados Unidos) condena a la empresa tabaquera Philip Morris (productora de los cigarillos Marlboro) a pagar 3000 millones de dólares a un fumador de 56 años de edad con cáncer de pulmón irreversible.[1]
- 2002: sobre el mar Mediterráneo (entre Libia, Grecia y Creta) se produce la explosión de un meteorito con una potencia similar a la bomba atómica detonada por Estados Unidos sobre Nagasaki.
- 2004: en el Torneo de Roland Garros, el tenista argentino Gastón Gaudio se consagra campeón, tras vencer a su compatriota Guillermo Coria. Es el primer argentino que gana el título en 27 años.
- 2007: Costa Rica y Taiwán rompen relaciones diplomáticas.
- 2011: Se lanza la plataforma Twitch
- 2012: Chile, Colombia, México y Perú constituyen la Alianza del Pacífico.[2]
- 2014: La Ruta del Tambor y el Bombo del Bajo Aragón, es declarada Fiesta de Interés Turístico Internacional.
- 2015: En Berlín, Alemania; el Fútbol Club Barcelona gana su quinta Liga de Campeones de la UEFA, consiguiendo además su segundo triplete, siendo el primer club europeo en conseguir tal hazaña.
- 2017: El popular club del ascenso argentino, Deportivo Morón, gana la Primera B Metropolitana tras derrotar a Platense ante más de 30.000 personas y consigue un título tras 27 años, además de volver a la Segunda División tras 17 años de ausencia.
- 2021: en Perú, se lleva a cabo la segunda vuelta de las elecciones presidenciales, donde el candidato izquierdista Pedro Castillo y la candidata derechista Keiko Fujimori, obtienen un empate técnico.
- 2023: en Ucrania se produce la voladura de la presa en Nova Kajovka en el marco de la guerra ruso-ucraniana, causando masivas inundaciones en las orillas del río Dnieper.

## Nacimientos
- 1436: Johann Müller Regiomontano, astrónomo y matemático alemán (f. 1476).
- 1502: Juan III, aristócrata portugués, rey entre 1521 y 1557 (f. 1557).
- 1519: Andrea Cesalpino, médico, filósofo y botánico italiano (f. 1603).
- 1599: Diego Velázquez, pintor español (f. 1660).
- 1606: Pierre Corneille, dramaturgo francés (f. 1684).
- 1678: Luis Alejandro de Borbón, aristócrata francés (f. 1737).
- 1714: José I, aristócrata portugués, rey entre 1750 y 1777 (f. 1777).
- 1740: Louis-Sébastien Mercier, escritor francés (f. 1814).
- 1755: Nathan Hale, soldado estadounidense (f. 1776).
- 1756: John Trumbull, pintor estadounidense (f. 1843).
- 1772: María Teresa de las Dos Sicilias, aristócrata italiana, esposa del emperador Francisco I de Austria (f. 1807).
- 1780: Antonio Sáenz, sacerdote, abogado y político argentino (f. 1825).
- 1799: Aleksandr Pushkin, poeta ruso (f. 1837).
- 1807: Adrien François Servais, violonchelista y compositor belga (f. 1866).
- 1809: Karl Koch, botánico alemán (f. 1879).
- 1829: Honinbō Shūsaku, jugador japonés de go (f. 1862).
- 1844: Konstantín Savitski, pintor ruso (f. 1905).
- 1850: Carl Ferdinand Braun, físico alemán, premio nobel de física en 1909 (f. 1918).
- 1857: Aleksandr Liapunov, matemático y físico ruso (f. 1918).
- 1865: Antoon Jozef Witteryck, editor belga (f. 1934).
- 1868: Robert Falcon Scott, explorador británico (f. 1912).
- 1872: Aureliano Urrutia, médico, militar y político mexicano (f. 1975)
- 1873: José Juan Dómine, médico y empresario español, fundador de la compañía naviera española Trasmediterránea (f. 1931).[3]
- 1871: Oscar Wisting, explorador noruego (f. 1936).
- 1872: Alejandra Fiódorovna, aristócrata rusa, esposa del zar (f. 1918).
- 1875: Thomas Mann, escritor alemán, premio nobel de literatura en 1929 (f. 1955).
- 1879: José de Charmoy, escultor francés (f. 1914).
- 1886: Salvador Mazza, médico y bacteriólogo argentino (f. 1947).
- 1891: Ignacio Sánchez Mejías, torero español (f. 1934).
- 1892: Donald F. Duncan Sr., empresario e inventor estadounidense, y fundador de Duncan Toys Company. (f. 1971).
- 1893: Otto Pankok, pintor y escultor alemán (f. 1966).
- 1896: Henry Allingham, supercentenario británico y veterano de la Primera Guerra Mundial (f. 2009).
- 1896: Warren Lewis, soldado e historiador irlandés (f. 1973).
- 1896: Italo Balbo, político italiano (f. 1940).
- 1898: Domingo Gómez-Acedo, futbolista español (f. 1980).
- 1898: Aníbal Ponce, ensayista y político argentino (f. 1938).
- 1900: Luis Gutiérrez Soto, arquitecto español (f. 1977).
- 1900: Alberto Tavarozzi, compositor argentino (f. 1976).
- 1900: Hannah Josephson, historiadora estadounidense (f. 1976).
- 1901: Jan Struther, escritora británica, creadora del personaje de La señora Miniver (f. 1953).
- 1901: Achmed Sukarno, político indonesio, primer presidente entre 1945 y 1968 (f. 1970).
- 1903: Aram Jachaturián, compositor ruso (f. 1978).
- 1904: Lesley Blanch, escritora y aventurera británica (f. 2007).
- 1908: Roberto Echevarría, futbolista español (f. 1981).
- 1909: Isaiah Berlin, filósofo y escritor británico de origen letón (f. 1997).
- 1910: Jaume Vicens Vives, historiador español (f. 1960).
- 1911: Jean Cayrol, poeta francés (f. 2005).
- 1912: María Montez, actriz de cine dominicana (f.1951).
- 1916: Daniel Santos, cantante puertorriqueño  (f. 1992).
- 1917: Kirk Kerkorian, empresario estadounidense (f. 2015).
- 1918: Edwin G. Krebs, bioquímico estadounidense (f. 2009).
- 1919: Peter Carington, diplomático y político británico (f. 2018).
- 1923: Virginia Cleo Andrews, escritora estadounidense (f. 1986).
- 1923: Ivor Bueb, piloto de automovilismo británico (f. 1959).
- 1924: Serge Nigg, compositor francés (f. 2008).
- 1925: José María Rodríguez Méndez, escritor y dramaturgo español (f. 2009).
- 1926: Klaus Tennstedt, director de orquesta alemán (f. 1998).
- 1926: Lars Ekborg, actor sueco (f. 1969).
- 1929: Jorge Villamil, compositor colombiano (f. 2010).
- 1930: John Elliott, historiador e hispanista británico.
- 1931: Víctor Mora, guionista de cómics y novelista español (f. 2016).
- 1932: Argentino Larrabure, militar argentino secuestrado durante un año; ejecutado (f. 1975).
- 1932: Billie Whitelaw, actriz británica (f. 2014).
- 1933: Heinrich Rohrer, físico suizo, premio nobel de física en 1986 (f. 2013).
- 1934: Alberto II, aristócrata belga, rey entre 1993 y 2013.
- 1934: Pedro Messone, folclorista chileno (f. 2023).
- 1936: Sotir Kosta, escultor albanés.
- 1936: Maysa, cantante y compositora brasileña (f. 1977).
- 1936: Malangatana Ngwenya, artista plástico y poeta mozambiqueño (f. 2011).
- 1939: Louis Andriessen, compositor neerlandés.
- 1939: Jaume Aragall, tenor español.
- 1939: Héctor Espino, beisbolista mexicano (f. 1997).
- 1940: Manuel Ramírez Jiménez, jurista y politólogo español (f. 2015).
- 1942: Norberto Rivera Carrera, cardenal mexicano.
- 1943: José de Jesús Gudiño Pelayo, jurista mexicano (f. 2010).
- 1943: Richard Smalley, químico estadounidense (f. 2005).
- 1943: Merv Rettenmund, beisbolista estadounidense (f. 2024).
- 1944: Josep Maria Bachs, presentador de radio y televisión español (f. 2014).
- 1944: Phillip Allen Sharp, biólogo estadounidense.
- 1945: Augusto César Lendoiro, presidente del RCD de La Coruña.
- 1946: Patricia Poblete, economista chilena.
- 1946: Tony Levin, bajista estadounidense, de la banda King Crimson.
- 1947: Robert Englund, actor estadounidense.
- 1949: Víctor Manuel Rebolledo, político chileno.
- 1949: Noemí Sanín, política colombiana.
- 1949: Víctor Andrés García Belaúnde, político peruano.
- 1950: Chantal Akerman, cineasta y artista belga (f. 2015).
- 1951: Carlos Pizarro Leongómez, político y guerrillero colombiano (f. 1990).
- 1951: Noritake Takahara, piloto japonés de automovilismo.
- 1956: Björn Borg, tenista sueco.
- 1956: Carlos Gattiker, tenista argentino (f. 2010).
- 1956: Bubbi Morthens, cantante y compositor islandés.
- 1957: Ricardo Puppo, taekwondista argentino.
- 1957: Ollie Mack, baloncestista estadounidense.
- 1959: Francisco Bozinovic, biólogo y académico chileno-croata (f. 2023).
- 1959: Dag Erik Pedersen, ciclista noruego (f. 2024).
- 1959: Miguel Macedo, abogado y político portugués (f. 2025).
- 1960: Javier Zarzalejos, político y alto funcionario español.
- 1960: Lola Forner, actriz española.
- 1960: Jozef Pribilinec, atleta eslovaco.
- 1960: Steve Vai, guitarrista estadounidense, de las bandas Whitesnake y Alcatrazz.
- 1961: Tom Araya, cantante y bajista chileno, de la banda Slayer.
- 1962: Jordi Arcarons, piloto de rallies español.
- 1962: Hirokazu Koreeda, cineasta japonés.
- 1962: Andrés Jiménez, baloncestista español.
- 1963: Gustavo de Arístegui, diplomático y político español.
- 1963: Jason Isaacs, actor británico.
- 1964: Jay Bentley, músico estadounidense, de la banda Bad Religion.
- 1964: Jay Lake, escritor estadounidense (f. 2014).
- 1964: Jaime Saavedra Chanduví, economista peruano.
- 1964: Guru Josh, discjockey inglés (f. 2015).
- 1966: Tony Yeboah, futbolista ghanés.
- 1966: Faure Gnassingbé, político togolés.
- 1966: Astrid Gruber, actriz de televisión y modelo venezolana.
- 1966: Sean Yseult, músico estadounidense, de la banda White Zombie.
- 1967: Paul Giamatti, actor estadounidense.
- 1969: Fernando Redondo, futbolista argentino.
- 1970: Eugeni Berzin, ciclista ruso.
- 1970: Albert Ferrer, futbolista español.
- 1970: James Shaffer, guitarrista estadounidense, de la banda Korn.
- 1970: Domenico D'Alise, taekwondista italiano (f. 2019).
- 1971: Silvia Jato, presentadora de televisión y modelo española.
- 1972: Cristina Scabbia, cantante italiana, de la banda Lacuna Coil.
- 1972: Alfredo Menéndez, periodista español.
- 1972: Hideki Yoshioka, futbolista japonés.
- 1972: Toño Castro, futbolista español (f. 2006).
- 1972: Manuel Antonio Carebilla Cuéllar, político colombiano.
- 1973: Patrick Rothfuss, escritor estadounidense.
- 1973: Coraima Torres, actriz venezolana.
- 1973: Kat Swift, político estadounidense.
- 1973: Carlos Camejo, futbolista uruguayo.
- 1974: Danny Strong, actor estadounidense.
- 1074: Sonya Walger, actriz británica nacionalizada estadounidense.
- 1974: Antonio Zafra, actor español.
- 1974: Rolando Fonseca, futbolista costarricense.
- 1974: Jonathan Kerner, baloncestista estadounidense.
- 1974: Xu Yang, futbolista china.
- 1975: Anabel Conde, cantante española.
- 1975: Staci Keanan, actriz estadounidense.
- 1975: Mónica Cervera, actriz española.
- 1975: Fábio Camilo de Brito, futbolista brasileño.
- 1975: Jennie Stenerhag, ciclista sueca.
- 1976: Geoff Rowley, skater británico.
- 1976: Z-Ro, rapero estadounidense.
- 1976: Emilie-Claire Barlow, actriz de voz y cantante canadiense.
- 1976: Jonathan Nolan, guionista británico.
- 1976: Virginia Barcones, política española.
- 1976: Kimmo Latvamäki, piragüista finlandés.
- 1976: Hamza Yerlikaya, luchador turco.
- 1976: Antonio Granger, baloncestista estadounidense.
- 1976: Daniel Protz, remero estadounidense.
- 1976: Nicolás Rotundo, futbolista uruguayo.
- 1977: Małgosia Bela, actriz polaca.
- 1977: Zaida Cantera, militar y política española.
- 1977: Trude Gundersen, taekwondista noruega.
- 1977: Norberto Ángeles, futbolista mexicano (f. 2020).
- 1978: Leonora Balcarce, actriz argentina.
- 1978: Carl Barât, músico británico de las bandas Dirty Pretty Things, y The Libertines.
- 1978: Judith Barsi, actriz estadounidense (f. 1988).
- 1978: Faudel, cantante y actor francés de ascendencia argelina.
- 1978: Andrew Reynolds, skater estadounidense.
- 1978: Mirko Saric, futbolista argentino (f. 2000).
- 1978: Rubén Navarro Méndez, futbolista español.
- 1978: Miguel Cáceres, futbolista paraguayo.
- 1979: Juan Martín Jáuregui, actor argentino.
- 1979: Jorge Consejo, actor mexicano.
- 1979: Roberto De Zerbi, futbolista y entrenador italiano.
- 1979: Goichi Ishitani, futbolista japonés.
- 1979: Damián Manso, futbolista argentino.
- 1979: Lisanne de Roever, jugadora de hockey sobre césped neerlandesa.
- 1980: Rafael Arlex Castillo, futbolista colombiano.
- 1980: Lauren Anderson, modelo estadounidense.
- 1980: Teodor-Dacian Crăciun, tenista rumano.
- 1980: Mmusi Maimane, político sudafricano.
- 1981: Johnny Pacar, actor estadounidense.
- 1981: Anja Juliette Laval, actriz porno alemana.
- 1981: Cheryl Ford, baloncestista estadounidense.
- 1981: Daisuke Miyazaki, balonmanista japonés.
- 1982: Oliver Fink, futbolista alemán.
- 1982: Jonathan Pérez Olivero, futbolista español.
- 1982: Angie Ballard, atleta australiana.
- 1983: Michael Krohn-Dehli, futbolista danés.
- 1983: Alexander Walke, futbolista alemán.
- 1983: Bertrand Kaï, futbolista neocaledonio.
- 1984: Antonia Prebble, actriz neozelandesa.
- 1984: Marcos Brunet, cantante, compositor y conferencista cristiano brasileño.
- 1984: Noor Sabri, futbolista iraquí.
- 1984: Christian Schwegler, futbolista suizo.
- 1984: Simon Nola, remero australiano.
- 1984: Roman Hubník, futbolista checo.
- 1985: Drew Galloway, luchador profesional escocés.
- 1985: Rodrigo Archubi, futbolista argentino.
- 1985: Sebastian Larsson, futbolista sueco.
- 1985: Sōta Hirayama, futbolista japonés.
- 1985: Becky Sauerbrunn, futbolista estadounidense.
- 1986: Kim Hyun Joong, cantante surcoreano, de la banda SS501.
- 1986: Paco Borrego, futbolista español.
- 1986: Leandrinho Barrios, futbolista brasileño.
- 1986: Cameron Britton, actor canadiense.
- 1986: Pieter Jacobs, ciclista belga.
- 1986: Junichi Tazawa, beisbolista japonés.
- 1987: Cássio Ramos, futbolista brasileño.
- 1987: Rubin Okotie, futbolista austriaco de origen pakistaní.
- 1987: Julián Benítez, futbolista paraguayo.
- 1987: Andreas Avraam, futbolista chipriota.
- 1987: Mohamed Amine Aoudia, futbolista argelino.
- 1988: Dani Rodríguez Vázquez, futbolista español.
- 1988: Alexis Blanco, futbolista argentino.
- 1988: Jon Errasti, futbolista español.
- 1988: Raphael Wolf, futbolista alemán.
- 1988: Manuel Peralta Salinas, futbolista paraguayo.
- 1989: Francisco Javier Hernández González, futbolista español.
- 1989: Alejandro Gálvez, futbolista español.
- 1989: Álex Sánchez López, futbolista español.
- 1989: Rodrigo Lindoso, futbolista brasileño.
- 1990: Ieva Lagūna, modelo letona.
- 1990: Rodri Ríos, futbolista español.
- 1990: Vid Belec, futbolista esloveno.
- 1990: Pape N'Diaye Souare, futbolista senegalés.
- 1990: Sergio Padt, futbolista neerlandés.
- 1990: Samuel Xavier, futbolista brasileño.
- 1990: E. J. Singler, baloncestista estadounidense.
- 1990: Li Qian, boxeadora china.
- 1990: Anthony Rendon, beisbolista estadounidense.
- 1990: Ellie Kendrick, actriz británica.
- 1991: Óscar Alvarado, baloncestista español.
- 1991: Galina Arsénkina, jugadora de curling rusa.
- 1992: Hyuna, cantante surcoreana, de la banda 4minute.
- 1992: Yoshiaki Komai, futbolista japonés.
- 1992: Andrés Montalbán, futbolista costarricense.
- 1992: Leandro Nicolás Díaz, futbolista argentino.
- 1992: DeAndre Hopkins, jugador de fútbol americano estadounidense.
- 1992: Ty Greene, baloncestista estadounidense.
- 1992: Mitch McGary, baloncestista estadounidense.
- 1993: Sebastián Martínez Muñoz, futbolista chileno.
- 1993: Frida Gustavsson, modelo y actriz sueca.
- 1993: Andrew Kumagai, futbolista japonés.
- 1993: John Noble, futbolista nigeriano.
- 1994: Tosh van Dijk, taekwondista surinamés.
- 1994: Robert Costa, futbolista español.
- 1994: Nasiru Mohammed, futbolista ghanés.
- 1994: Gakuto Notsuda, futbolista japonés.
- 1994: Vinicius Goncalves Matheu, futbolista brasileño.
- 1994: Bruno Sosa Alderete, futbolista uruguayo.
- 1994: Jenny Rissveds, ciclista sueca.
- 1994: Olívia Torres, actriz brasileña.
- 1995: Dāvis Indrāns, futbolista letón.
- 1995: Rodrigo Yáñez, futbolista chileno.
- 1995: Maximiliano Cuadra, futbolista argentino.
- 1995: Juan Pablo Vargas, futbolista costarricense.
- 1995: Fəridə Əzizova, taekwondista azerí.
- 1995: Axel Méyé, futbolista gabonés.
- 1996: Yevgeniy Shevchenko, futbolista bielorruso.
- 1996: Olexandra Kashuba, nadadora ucraniana.
- 1996: Valmir Berisha, futbolista sueco.
- 1996: José Manuel Sánchez Guillén, futbolista español.
- 1996: Richelo Fecunda, futbolista curazoleño.
- 1996: Rodrigo Migone, futbolista argentino.
- 1996: Ramón Rosso, beisbolista dominicano.
- 1996: Ian Thomas, jugador de fútbol americano estadounidense.
- 1996: Jakub Skrzyniarz, balonmanista polaco.
- 1997: Janosch Brugger, esquiador de fondo alemán.
- 1997: Jarálambos Jalkiadakis, tirador griego.
- 1997: Kalvin Ketu Jih, futbolista camerunés.
- 1997: Caleb Jones, jugador de hockey sobre hielo estadounidense.
- 1997: Joyce Prado, modelo boliviana.
- 1997: Aarón Herrera, futbolista guatemalteco.
- 1997: Zé Pedro, futbolista portugués.
- 1997: Victoria Warpy, atleta belga.
- 1998: Bakery Jatta, futbolista gambiano.
- 1998: Dario Vizinger, futbolista croata.
- 1998: Alejandro Escardó Llamas, futbolista español.
- 1998: Abdul Mumin, futbolista ghanés.
- 1998: Alexis Claude-Maurice, futbolista francés.
- 1998: Ángel Téllez, torero español.
- 1998: Maliek White, baloncestista estadounidense.
- 1998: Jan Cincibuch, remero checo.
- 1998: Malcolm Koonce, jugador de fútbol americano estadounidense.
- 1998: Dylan Dodd, beisbolista estadounidense.
- 1999: Skylar Park, taekwondista canadiense.
- 1999: Chantz Sawyers, atleta jamaicano.
- 1999: Alessandro Buongiorno, futbolista italiano.
- 1999: Ana Franco, futbolista española.
- 1999: Nike Sibande, baloncestista estadounidense.
- 1999: Levente Szabó, futbolista húngaro.
- 2000: Haechan, cantante surcoreano, del grupo NCT.
- 2000: Ekin Çelebi, futbolista alemán-turco.
- 2000: Matías Toledo, futbolista argentino-chileno.
- 2000: J.J. Moser, jugador de hockey sobre hielo suizo.
- 2000: Bogdan Racovițan, futbolista franco-rumano.
- 2001: Yuhei Oino, yudoca japonés.
- 2001: Cole Hocker, atleta estadounidense.
- 2001: Ebrima Darboe, futbolista gambiano.
- 2001: Stephanie Melgarejo, futbolista argentina.
- 2001: Théo Monar, balonmanista francés.
- 2002: Botond Balogh, futbolista húngaro.
- 2002: Ricuenio Kewal, futbolista neerlandés.
- 2002: Ethyan González, futbolista español.
- 2002: David Tati, futbolista chileno.
- 2002: Óscar Conde, futbolista venezolano.
- 2003: Marcelo Morales Suárez, futbolista chileno.
- 2003: Berta Segura, atleta española.
- 2004: Nikola Iliev, futbolista búlgaro.
- 2004: Park Tae-Joon, taekwondista surcoreano.
- 2005: David García Zurita, atleta español.
- 2006: Angela Andreoli, gimnasta artística italiana.
- 2007: Aubrey Anderson-Emmons, actriz estadounidense.

## Fallecimientos
- 1078: Inés de Aquitania, reina consorte de León (n. c. 1059).
- 1095: Inés de Aquitania, aristócrata francesa, primera esposa del rey Pedro I de Aragón (n. 1072).
- 1217: Enrique I, aristócrata castellano, rey entre 1214 y 1217 (n. 1204).
- 1548: João de Castro, aristócrata portugués (n. 1500).
- 1719: Louis Ellies Dupin, aristócrata francés (n. 1657).
- 1799: Patrick Henry, orador y político estadounidense (n. 1736).
- 1816: Antonio Villavicencio, fue un patriota ecuatoriano y colombiano. (n. 1759).
- 1832: Jeremy Bentham, filósofo, economista y jurista británico (n. 1748).
- 1836: Antonio I de Sajonia, rey sajón (n. 1755).
- 1837: Diego Portales, político chileno (n. 1793).
- 1840: Marcelino Champagnat, religioso francés, fundador de los Hermanos Maristas (n. 1789).
- 1861: Conde de Cavour (Camilo Benso), aristócrata y político piamontés, artífice de la unificación italiana (n. 1810).
- 1878: Achille Baraguey d'Hilliers, mariscal francés (n. 1795).
- 1891: John Alexander Macdonald, político canadiense (n. 1815).
- 1922: Lillian Russell, actriz y cantante estadounidense (n. 1860).
- 1938: Rafael Guízar y Valencia, obispo y santo mexicano (n. 1878).
- 1941: Louis Chevrolet, piloto y empresario de automóviles estadounidense (n. 1878).
- 1944: Soldados Aliados, 10 500 soldados aliados murieron en el Día-D
- 1946: Gerhart Hauptmann, dramaturgo alemán, premio nobel de literatura en 1912 (n. 1862).
- 1948: Louis Lumière, ingeniero francés, inventor del cinematógrafo (n. 1862).
- 1961: Carl Gustav Jung, psicólogo suizo (n. 1875).
- 1961: Abel Rodríguez, escritor, poeta y periodista argentino (n. 1893).
- 1962: Yves Klein, artista francés (n. 1928).
- 1963: William Baziotes, pintor estadounidense (n. 1912).
- 1968: Robert Bobby Kennedy, político estadounidense (n. 1925).
- 1969: Carlos Alberto Madrazo Becerra, político mexicano (n. 1915)
- 1969: Rafael Osuna, tenista mexicano (n. 1938).
- 1973: Jimmy Clitheroe, humorista británico (n. 1921).
- 1976: Jean Paul Getty, magnate del petróleo y financiero estadounidense (n. 1892).
- 1979: Jack Haley, actor estadounidense (n. 1897).
- 1980: Jarnail Singh Bhindranwale, líder religioso indio (n. 1947).
- 1982: Kenneth Rexroth, poeta estadounidense (n. 1905).
- 1984: Pedro Nel Gómez, artista colombiano (n. 1899).
- 1991: Stan Getz, saxofonista estadounidense de jazz (n. 1927).
- 1994: Barry Sullivan, actor estadounidense (n. 1912).
- 1996: George D. Snell, genetista estadounidense, premio nobel de Fisiología o Medicina en 1980 (n. 1903).
- 1996: José María Valverde, escritor y profesor español (n. 1926).
- 2000: Frédéric Dard, escritor francés (n. 1921).
- 2001: José Manuel Castañón, escritor español (n. 1920).
- 2001: Carlos Scazziotta, actor y humorista argentino (n. 1937).
- 2002: Robbin Crosby, músico estadounidense, de la banda Ratt.
- 2002: Shanta Shelke, escritora india (n. 1922).
- 2004: José Ignacio San Martín, militar español (n. 1924).
- 2005: Anne Bancroft, actriz estadounidense de cine y teatro (n. 1931).
- 2005: Manuel Codeso Ruiz, actor español (n. 1926).
- 2006: Lyda Indart, pianista uruguaya (n. 1917).
- 2006: Billy Preston, cantautor y tecladista estadounidense de soul y góspel, de la banda The Beatles (n. 1946).
- 2006: Heinz Lilienthal, artista y diseñador alemán de posguerra exponente del brutalismo[4]
- 2006: Arnold Newman, fotógrafo estadounidense (n. 1918).
- 2007: Enrique Fuentes Quintana, economista y político español (n. 1924).
- 2007: Loïc Le Ribault, geólogo y ensayista francés (n. 1947).
- 2012: Manolo Preciado, futbolista y entrenador de fútbol español (n. 1957).
- 2012: Estela Raval, cantante argentina (n. 1929).
- 2013: Jerome Karle, químico estadounidense (n. 1918).
- 2013: Tom Sharpe, escritor británico (n. 1928).
- 2013: Malcolm Todd, arqueólogo e historiador británico (n. 1939).
- 2013: Esther Williams, actriz estadounidense (n. 1921).
- 2014: Darío Barrio, cocinero español de gran fama, conocido también por sus programas en televisión (n. 1972).
- 2015: Pierre Brice, actor francés (n. 1929).
- 2015: Aarthi Agarwal, actriz india (n. 1984)
- 2019: Jota Mario Valencia, presentador colombiano (n. 1956).
- 2020: Jordi Mestre, actor, modelo y presentador español (n. 1981).
- 2020: Ramadan Shallah, académico y terrorista palestino (n. 1958).

## Celebraciones

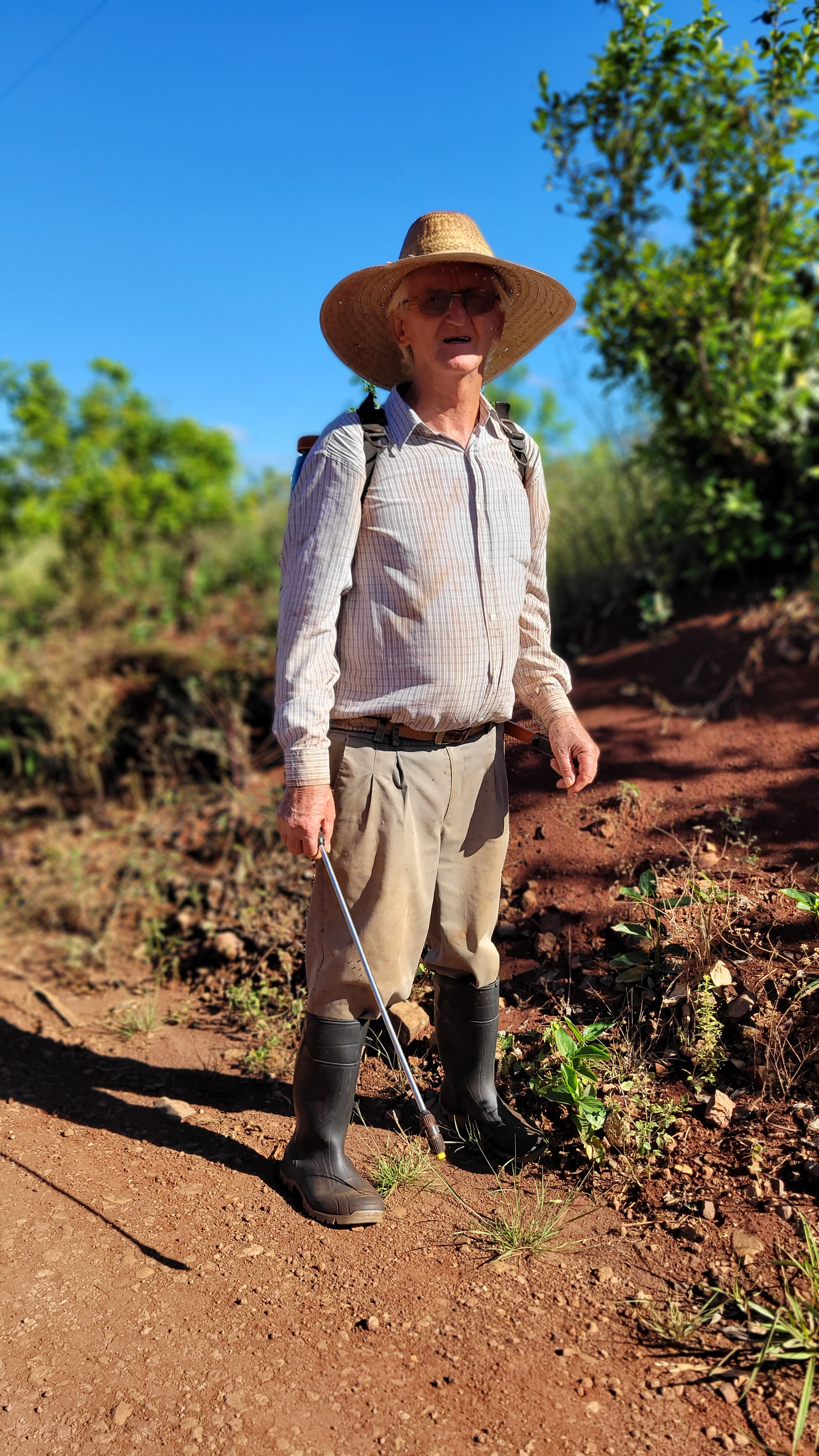
Controlador de plagas.

- Día Mundial de Concientización sobre la Importancia del Control de Plagas.[5]
Con la finalidad de destacar la importancia del control de plagas para el beneficio de la salud de la población, los bienes materiales y el medio ambiente. Asimismo, se reconoce la labor de aquellas personas, empresas e industrias que se dedican a la sanidad ambiental, mediante el control de plagas urbanas.
- Día Mundial de los Pacientes Trasplantados.[5]
El objetivo de este día[6] es fomentar una cultura de donación de órganos y dar una oportunidad de vida a pacientes en espera de una oportunidad de seguir viviendo. Muchos de estos pacientes son crónicos o terminales, y las donaciones y los trasplantes son su última alternativa de vida.
- Día Mundial de la Hidradenitis Supurativa.[5]
Es una enfermedad crónica de la piel, recurrente y potencialmente discapacitante que afecta a miles de personas en el mundo. Con la conmemoración de esta efeméride se pretende concientizar a la población y divulgar información acerca de esta patología, para que las personas puedan recibir un diagnóstico precoz y reciban el tratamiento adecuado.
- Día Mundial del Techo Verde.
Este día tiene como objetivo promover la conciencia sobre los beneficios de los techos verdes y fomentar su implementación. Los techos verdes son sistemas de vegetación instalados en la azotea de un edificio, ofreciendo múltiples beneficios ambientales, estéticos y económicos.
(en inglés: World Green Roof Day).
- Día internacional de las Cuevas y el Mundo Subterráneo.[7]
Una fecha que reclama el reconocimiento a la naturaleza subterránea por su importancia en el ámbito histórico, cultural, geológico y, por supuesto, animal. Se celebra desde 2016 a nivel global. En total, más de 30 países se unen a esta iniciativa.
- Día Mundial del Yo-yo.[5]
Este juguete fue popularizado por Donald F. Duncan, eligiendo el día de su nacimiento (6 de junio de 1892) para la celebración de esta efeméride. Se estima que el origen de la palabra yo-yo es filipino, que en tagálog significa "viene-viene", debido a la manera como este juguete se desplaza por la cuerda.

Bélicas

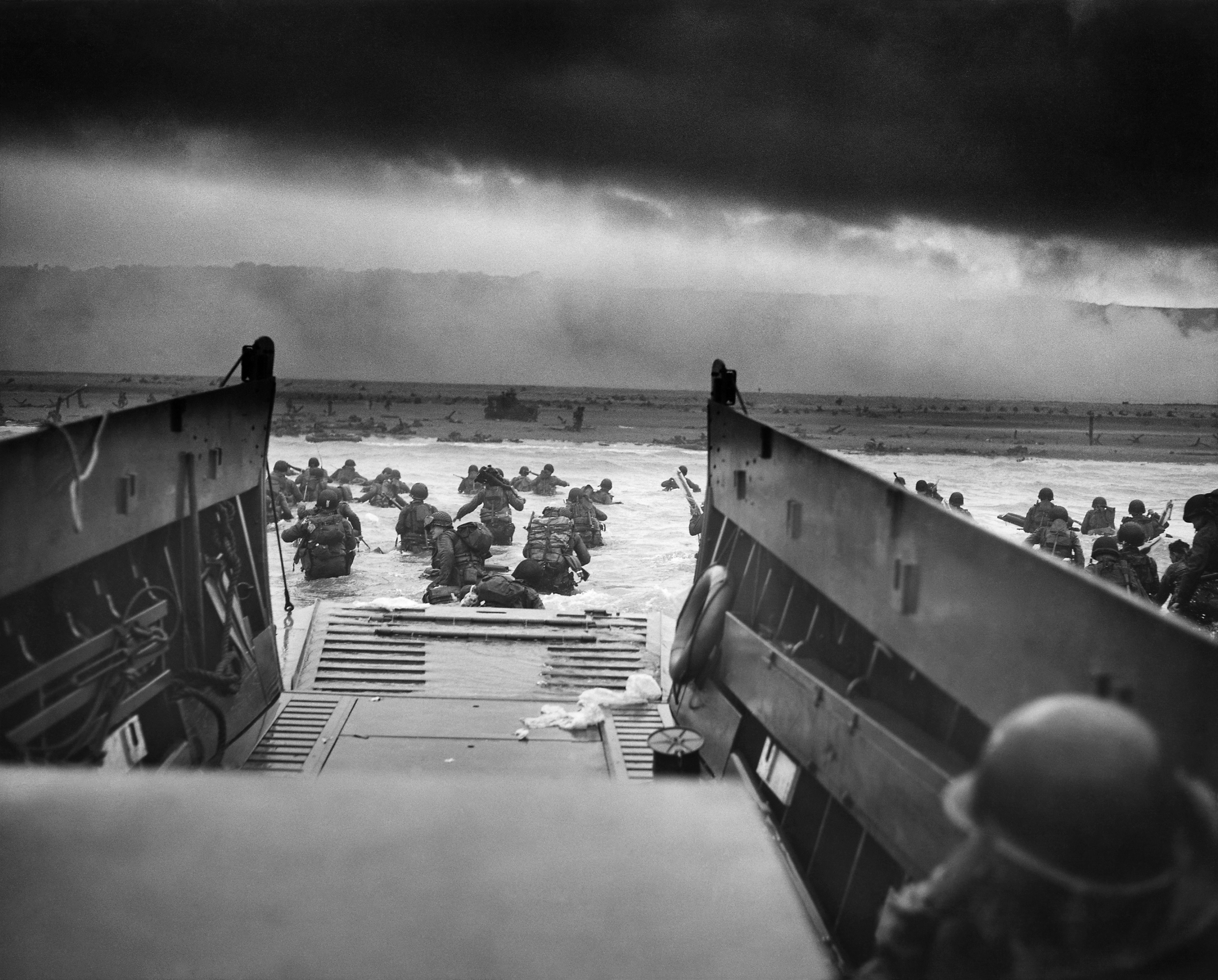
En las fauces de la Muerte, fotografía de Robert F. Sargent que muestra a las tropas estadounidenses desembarcando en la playa Omaha el 6 de junio de 1944.

- Aniversario del Día-D. (imagen ilustrativa)
(Batalla de Normandía).[5]

Compartidas
- Naciones Unidas: 
  - Día de la Lengua Rusa en las Naciones Unidas.[5]
Con el objetivo de reconocer la riqueza cultural e histórica de cada uno de los idiomas oficiales de la ONU, que introdujo en 2010 en su calendario de celebraciones los días dedicados a las lenguas oficiales para promover la diversidad cultural y el multilingüismo. El ruso es una de las seis lenguas oficiales de la ONU. En el cumpleaños del poeta Alexander Pushkin.

 Por países
(Por orden alfabético)
- Argentina: 
  - Día de la Ingeniería Argentina.[5]
Fecha de graduación del primer ingeniero argentino en la Universidad de Buenos Aires: Luis Huergo.
No confundir: En esta fecha se celebra el Día de la Ingeniería y el 16 de junio, el Día del Ingeniero Argentino.[8]
    -  Misiones: 
      - Posadas: 
        - Aniversario del Club Atlético Villa Urquiza.[5]
Fundación: 6 de junio de 1944 (81 años).[9]
        - Aniversario de FM Santa María de las Misiones.[5]
Fundación: 6 de junio de 1994 (31 años).
- Australia:
  - Día de Queensland.
(en inglés: Queensland Day).
- Bolivia: 
  - Día del Maestro.[10]
Se conmemora la fundación de la primera Escuela de Maestros en Sucre en 1909.
- Chile: 
  - Día Nacional del Comercio.[11]
- Corea del Norte: 
  - Día de la Fundación de la Organización de Niños de Corea.
Fecha festiva que conmemora su fundación: 6 de junio de 1946 (79 años).
- Corea del Sur: 
  - Día de los Caídos.
Conmemora a todos los coreanos que han contribuido o fallecido sirviendo a la República de Corea.
(en coreano:  현충일 (Hyeonchungil)).
(en inglés: Memorial Day).
- El Salvador: 
  - Día del Biólogo.
- Estados Unidos: 
  - Día Nacional de Concientización sobre la Enfermedad de Huntington.
(en inglés: National Huntington's Disease Awareness Day in the United States).
  - Día de la Alimentación Infantil.[12]
(en inglés: Infant Feeding Day).
- República de China (Taiwán): 
  - Día del Ingeniero.
- Suecia: 
  - Día de la Bandera.[5][13]
  - Día Nacional de Suecia.
Conmemora el fin de la Unión de Kalmar gobernada por Dinamarca y la coronación del rey Gustav Vasa.

### Santoral católico
- Santos Artemio y Paulina.
- San Besarión de Scete, (s. IV).[14]
- San Ceracio, (s. V).[14][15]
- San Eustorgio II, (s. VI).[14][16]
- San Jarlato de Irlanda, (s. VI).[14][17]
- San Claudio de Condat, (s. VIII).[14][18]</ref>
- San Alejandro de Fiésole.

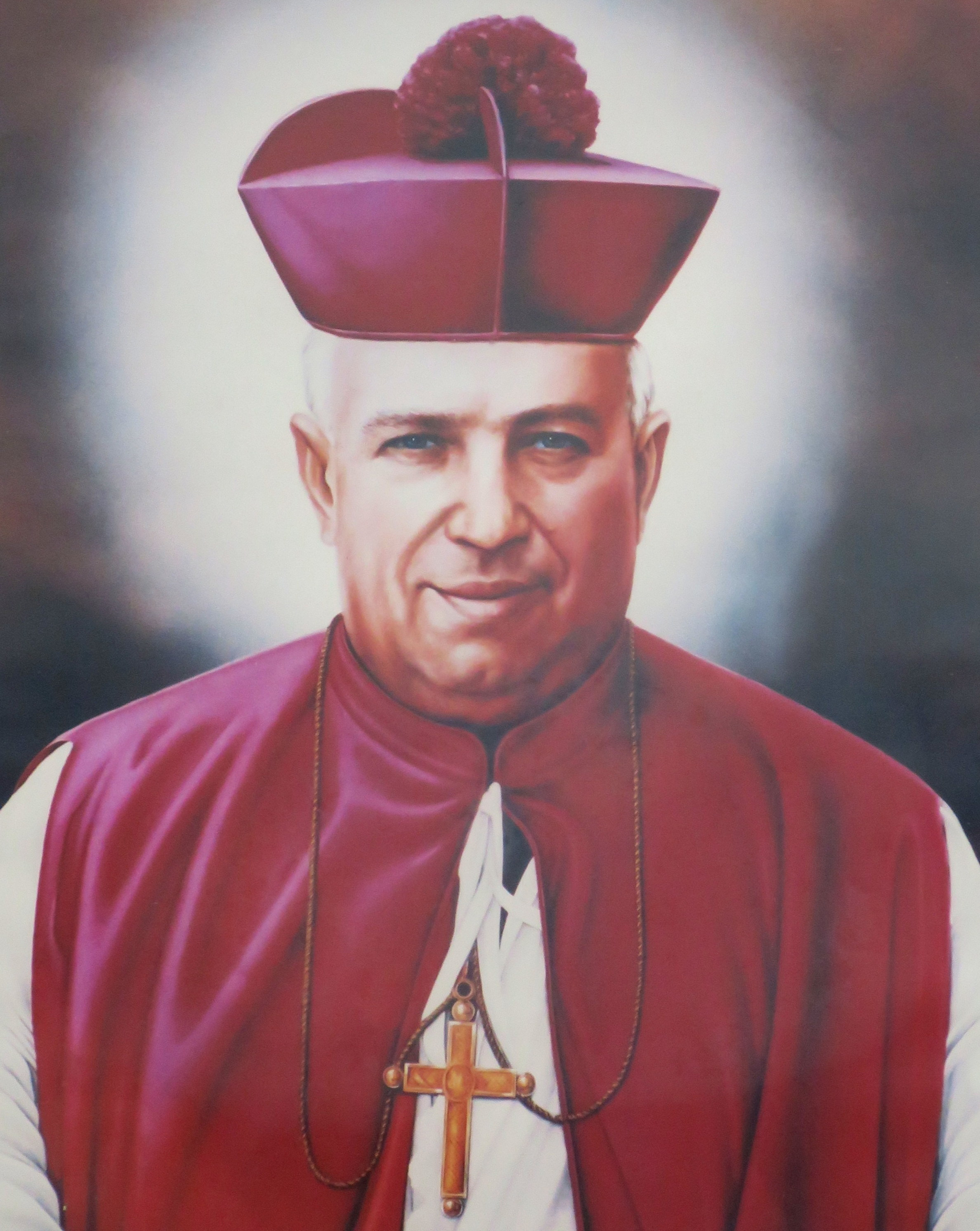
San Rafael Guízar y Valencia, sacerdote y obispo mexicano.

- San Hilarión de Constantinopla, (s. IX).[14]
- San Colman, (s. XI).[14][19]
- Beato Falcón de Cava, (s. XII).[14]
- San Gilberto de Arvernia, abad (s. XII).[14]
- Beato Bertrando de Udine, (s. XIV).[14]
- Beato Lorenzo de Villamagna de Másculis, (s. XVI).[14]
- Beato Guillermo Greenwood.
- San Marcelino Champagnat.[5][14][20]
- San Norberto de Magdeburgo.[21]
- Santos Pedro Dung, Pedro Thuan y Vicente Duong.
- San Rafael Guízar y Valencia.[14][22](imagen ilustrativa).
- Beato Inocencio Guz.